# Сандстрём, Томас
Томас Сандстрём (швед. Tomas Sandström; род. 4 сентября 1964, Пиетарсаари) — бывший шведский хоккеист, игравший на позиции правого нападающего; обладатель Кубка Стэнли 1997 года в составе «Детройт Ред Уингз», двукратный участник матчей всех звёзд НХЛ. Чемпион мира 1987 года в составе сборной Швеции.

## Игровая карьера

### Клубная
Начал игровую карьеру в команде «Фагерста», где отыграл два полных сезона, после чего перешёл в «Брюнес».
На драфте НХЛ 1982 года был выбран в 2-м раунде под 36-м номером клубом «Нью-Йорк Рейнджерс», но после выбора на драфте вернулся в Швецию и отыграл за «Брюнес» два полных сезона, так и не выйдя с командой в плей-офф Элитной серии.
В сентябре 1984 года перешёл в «Рейнджерс», где результативно отыграл пять с половиной сезонов, а по итогам сезона 1988/89 он заработал 88 очков, 56 из которых были за голевые передачи. В январе 1990 года вместе с Тони Гранато был обменян в «Лос-Анджелес Кингз», где отыграл четыре с половиной сезона, составив результативный состав «Кингз», с которым в 1993 году дошёл до финала Кубка Стэнли, где его команда проиграла в серии со счётом 4-1 «Монреаль Канадиенс».
В январе 1994 года был обменян в «Питтсбург Пингвинз», где отыграл почти четыре сезона, отыграв часть локаутного сезона 1994/95 в Швеции за «Мальмё». В феврале 1997 года был обменян в «Детройт Ред Уингз», с которым в конце сезона стал обладателем Кубка Стэнли.
По окончании сезона став свободным агентом, подписал контракт с «Майти Дакс оф Анахайм», где уже менее результативно отыграл два сезона.
По окончании сезона 1998/99 вернулся в Швецию и отыграл три сезона за «Мальмё», где и завершил игровую карьеру в возрасте 38 лет.

### Международная
В составе молодёжной сборной играл на МЧМ-1983 и МЧМ-1984, где в 1983 году с 12 очками стал лучшим бомбардиром сборной, войдя в Сборную звёзд по итогам турнира.
В составе сборной Швеции участник двух олимпийских хоккейных турниров, играл на ОИ-1984 и ОИ-1998, став в 1984 году бронзовым призёром.
Помимо этого играл на трёх чемпионатах мира:ЧМ-1985, ЧМ-1987 и ЧМ-1989, став в 1987 году чемпионом мира.
Также играл на КК-1984 и КК-1991 (14 матчей, 2 гола), дойдя в 1984 году до финала турнира.

## Статистика

### Международная
| Год                                     | Сборная                                 | Турнир                                  | Место                                   |    | И  | Г  | П  | О  | Ш |
| --------------------------------------- | --------------------------------------- | --------------------------------------- | --------------------------------------- | -- | -- | -- | -- | -- | - |
| 1982                                    | Швеция (юн.)                            | ЧЕ                                      | 1                                       | 5  | 5  | 2  | 7  | 16 |   |
| 1983                                    | Швеция (мол.)                           | МЧМ                                     | 4                                       | 7  | 9  | 3  | 12 | —  |   |
| 1984                                    | Швеция (мол.)                           | МЧМ                                     | 5                                       | 7  | 4  | 3  | 7  | 12 |   |
| 1984                                    | Швеция                                  | ОИ                                      | 3                                       | 7  | 2  | 1  | 3  | 6  |   |
| 1984                                    | Швеция                                  | КК                                      | 2                                       | 8  | 1  | 1  | 2  | 2  |   |
| 1985                                    | Швеция                                  | ЧМ                                      | 6                                       | 10 | 3  | 6  | 9  | 18 |   |
| 1987                                    | Швеция                                  | ЧМ                                      | 1                                       | 8  | 4  | 6  | 10 | 6  |   |
| 1989                                    | Швеция                                  | ЧМ                                      | 4                                       | 10 | 4  | 3  | 7  | 14 |   |
| 1991                                    | Швеция                                  | КК                                      | 4                                       | 6  | 1  | 2  | 3  | 8  |   |
| 1998                                    | Швеция                                  | ОИ                                      | 5                                       | 4  | 0  | 1  | 1  | 0  |   |
| Всего на юношеском и молодёжном уровнях | Всего на юношеском и молодёжном уровнях | Всего на юношеском и молодёжном уровнях | Всего на юношеском и молодёжном уровнях | 19 | 18 | 8  | 26 | 28 |   |
| Всего за сборную Швеции                 | Всего за сборную Швеции                 | Всего за сборную Швеции                 | Всего за сборную Швеции                 | 53 | 15 | 20 | 35 | 54 |   |